# Матіас Санчес (волейболіст)
Матіас Санчес (1996 , Сан-Хуан ) — аргентинський волейболіст, бронзовий призер Олімпійських ігор 2020 року.

## Титули та досягнення
За збірну
- Бронзовий призер Олімпійських ігор 2020 року
- Чемпіон Панамериканських ігор 2019 року
- Срібний призер Чемпіонату Південної Америки 2019 та 2021 років
- Володар Південноамериканського кубку 2018 року
- Срібний призер Південноамериканського кубку 2016 та 2019 років

Клубні
 Болівар Воллей
- Володар Кубку Аргентини (1): 2014/15

 Обрас де Сан Хуан
- Володар Кубку Аргентини (1): 2018/19